# لیف مک‌کی
لیف مک‌کی (انگلیسی: Lafe McKee؛ ‏ ۲۳ ژانویهٔ ۱۸۷۲ – ۱۰ اوت ۱۹۵۹) بازیگر اهل ایالات متحده آمریکا بود.
از فیلم‌ها یا برنامه‌های تلویزیونی که وی در آن نقش داشته‌است، می‌توان به رنجر تنها دوباره می‌راند، مبارزه برای عدالت، آقای اسمیت به واشینگتن می‌رود، مأموریت به مسکو، طلا جایی است که شما آن را پیدا می‌کنید، دره رنگین‌کمان، ملاقات با جان دو، مسیر سانتافه، ماجراهای کاتلین، هاوک، پتنت لتر کید و تلگراف مهمانی اشاره کرد.